# تسوتانا پاسکالوا
تسوتانا پاسکالوا (بلغاری: Цветана Паскалева؛ ارمنی: Ցվետանա Պասկալևա؛ زادهٔ ۲۲ ژانویهٔ ۱۹۶۰) یک نویسنده، روزنامه‌نگار و مستندساز اهل بلغارستان-ارمنستان که عضو انجمن بین‌المللی مستند (لس آنجلس). است.
در سال ۱۹۹۴ به خاطر آثار مستند وی «پلاک برنزی» جشنواره بین‌المللی فیلم و ویدئو کولومبوس به وی اعطا گردید.

## زندگی‌نامه
پاسکالوا در بلغارستان به دنیا آمد و آکادمی ملی هنرهای نمایشی و سینمایی در صوفیه فارغ‌التحصیل شد. پاسکالوا برای طی نمودن یک برنامه دکتری مستندسازی در مؤسسه سینمایی گراسیموف در مسکو پذیرفته شد و وی در حین تحقیقاتش در سال ۱۹۹۰ برای فیلمبرداری فیلمی دربارهٔ درگیری‌های قومی به منطقه اوستیای جنوبی در گرجستان سفر نمود. کمی بعد از آن وی از جمهوری آرتساخ دیدن نمود و فیلمی از اخراج ارمنیان ساکن گتاشتن (شاهومیان)، قره‌بلاغ (گوی‌گول) و شاهومیان توسط وزارت امور داخلی جمهوری شوروی آذربایجان با حمایت نیروهای امنیت داخلی شوروی تهیه نمود. در آن زمان پاسکالوا تصمیم گرفت تحقیقات پی‌اچ‌دی خویش را در مسکو رها کند و در جمهوری آرتساخ باقی بماند تا درگیری بین ارمنستان و آذربایجان را تحت پوشش قرار دهد. وی نخستین خبرنگار خارجی بود که اخراج دسته‌جمعی ارمنیان ساکن شهرستان گورانبوی توسط نیروهای ویژه وزارت امور داخلی جمهوری شوروی آذربایجان در عملیات حلقه (روسی: Операция Кольцо) گزارش داد.
در بین سال‌های ۱۹۹۳–۱۹۹۴ وی فیلم‌های خویش را در کنگره ایالات متحده آمریکا، مجلس کانادا، سازمان ملل متحد، عفو بین‌الملل و دیگر سازمان‌ها به نمایش گذاشت و سخرانی‌های در دفاع از جامعه ارمنی آرتساخ ایراد نمود.

## جوایز
وی همچنین برندهٔ جوایزی همچون مدال موسس خورناتسی شده‌است.

## زندگی خصوصی
در تاریخ ۷ آوریل ۲۰۱۴ پاسکالوا گذرنامه ارمنستانی دریافت کرد.